# Elodina hypatia
Elodina hypatia is een vlindersoort uit de familie van de Pieridae (witjes), onderfamilie Pierinae.
Elodina hypatia werd in 1865 beschreven door C. & R. Felder.